# عبدالعلی اواداح
عبدالعلی اواداح (انگلیسی: Abdelali Ouadah؛ زادهٔ ۱۵ آوریل ۱۹۸۸) بازیکن فوتبال است.